# لوكاس جبريل لوبيز غارسيا
لوكاس جبريل لوبيز غارسيا (بالإسبانية: Lucas López García)‏ (13 يناير 1988 في الأرجنتين - ) هو لاعب كرة قدم روماني في مركز صانع ألعاب. لعب مع نادي بياترا نيامتس وهونكا وPK-35 (men) ‏.

## وصلات خارجية
- لوكاس جبريل لوبيز غارسيا على موقع قاعدة بيانات كرة القدم.إي يو (الإنجليزية)
- لوكاس جبريل لوبيز غارسيا على موقع Soccerway.com (الإنجليزية)
- لوكاس جبريل لوبيز غارسيا على موقع عالم كرة القدم.نت (الإنجليزية)